# 17. červenec
17. červenec je 198. den roku podle gregoriánského kalendáře (199. v přestupném roce). Do konce roku zbývá 167 dní. Svátek má Martina.

## Události

### Česko
- 1593 – V Praze pod Letenskou plání byla provedena poslední prorážka při ražbě Rudolfovy štoly, stavěné coby napáječ soustavy rybníků v Královské oboře.
- 1966 – František Šťastný na motocyklu Jawa vítězí v závodu nejprestižnější třídy mistrovství světa silničních motocyklů na okruhu Sachsenring při velké ceně Německa. Dodnes jediné české vítězství v této kategorii.
- 1989 – Miloš Jakeš přednesl v plzeňském kulturním domě v Červeném Hrádku projev odsuzující požadavky demokratizace.[1]
- 1992 – Poslanci Slovenské národní rady schválili Deklaraci o svrchovanosti Slovenské republiky. Prezident Václav Havel rezignuje na funkci presidenta po vyhlášení slovenské nezávislosti.
- 1998 – Na základě opoziční smlouvy byl s podporou sociální demokracie zvolen předsedou Poslanecké sněmovny Parlamentu České republiky Václav Klaus.
- 2018 – Ministr práce a sociálních věcí Petr Krčál rezignoval kvůli podezření z plagiátorství ve své bakalářská práci. Na vládním postu ho nahradila Jana Maláčová.

### Svět
- 0180 – Šest obyvatel Karthága v Severní Africe je popraveno za to, že byli křesťané. Jedná se o nejstarší záznam křesťanství na africkém kontinentu
- 0561 – Jan III. se stal 61. katolickým papežem, nahradil zesnulého Pelagia I.
- 0855 – Lev IV. zemřel, nahradí ho Benedikt III., 104. katolický papež
- 1054 – Císař svaté říše římské Jindřich III. Černý korunuje svého čtyřletého syna Jindřicha IV. králem
- 1203 – Čtvrtá křížová výprava: křižáci dobyli útokem Konstantinopol, byzantský císař Alexios III. Angelos uprchl do exilu.
- 1453 – Stoletá válka: proběhlo poslední ozbrojené střetnutí konfliktu bitva u Castillonu. Francouzská armáda porazila Angličany, vedené Johnem Talbotem, který v bitvě zahynul.
- 1762 – Svržený car Petr III. Ruský byl ve vězení zabit důstojníky, kteří ho střežili.
- 1794 – Ve francouzském Compiègne bylo za francouzské revoluce zabito šestnáct karmelitek. Katolická církev je uctívá jako svaté mučednice.
- 1918 – Bolševici popravili cara Mikuláše II. s rodinou.
- 1936 – Španělská občanská válka: ve Španělském Maroku vypuklo povstání považované za počátek konfliktu.
- 1945 – Za účasti zástupců USA, Sovětského svazu a Spojeného království byla zahájena postupimská konference, jejímž cílem byla dohoda o poválečném uspořádání Evropy a budoucnosti poraženého Německa.
- 1955 – V kalifornském Anaheimu byl otevřen zábavní park Disneyland.
- 1968 – Svržení iráckého prezidenta Abdula Rahmána Árifa.
- 1975 – V rámci projektu Sojuz-Apollo se na oběžné dráze Země spojily kosmické lodě Sojuz 19 a Apollo.[2]
- 1976
  - Indonésie anektovala Východní Timor, který se tak stal její 27.  provincií.
  - V Montrealu byly zahájeny XXI. Letní olympijské hry.
- 1981 – V Kansas City si kolaps chybně zkonstruovaných vyhlídkových teras v hotelu Hyatt Regency vyžádal 114 životů a 216 zraněných, v následných více než 300 soudních sporech bylo zraněným a pozůstalým přiznáno odškodnění v celkové výši přes 140 milionů dolarů.
- 1985 – Firma McDonald's otevřela první restauraci v Lucembursku, konkrétně v Lucemburku
- 1989 – První let uskutečnil nový americký bombardér Northrop B-2 Spirit.
- 1992 – Slovenská národní rada přijala Deklaraci o svrchovanosti Slovenské republiky; vzápětí podal prezident ČSFR Václav Havel demisi.
- 1996 – Při pádu Boeingu 747-131 do Atlantského oceánu během letu z New Yorku do Říma zahynulo všech 230 lidí na palubě.[3]
- 2006 – Při zemětřesení na indonéském ostrově Jáva zemřelo nejméně 339 lidí a desetitisíce jich přišlo o přístřeší.
- 2014
  - Na Ukrajině byl proruskými separatisty sestřelen Boeing 777 společnosti Malaysia Airlines na lince z Amsterodamu do Kuala Lumpur a zahynulo všech 298 lidí na palubě.[4]
  - Izraelská Operace Ochranné ostří přešla do fáze pozemní invaze do Gazy.

## Narození
Viz též Kategorie:Narození 17. července — automatický abecedně řazený seznam.

### Česko

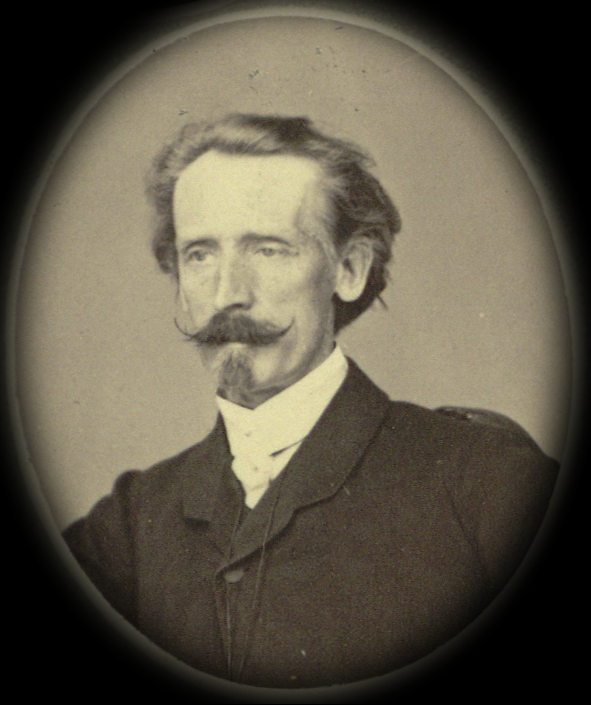
Quido Mánes (* 1828)

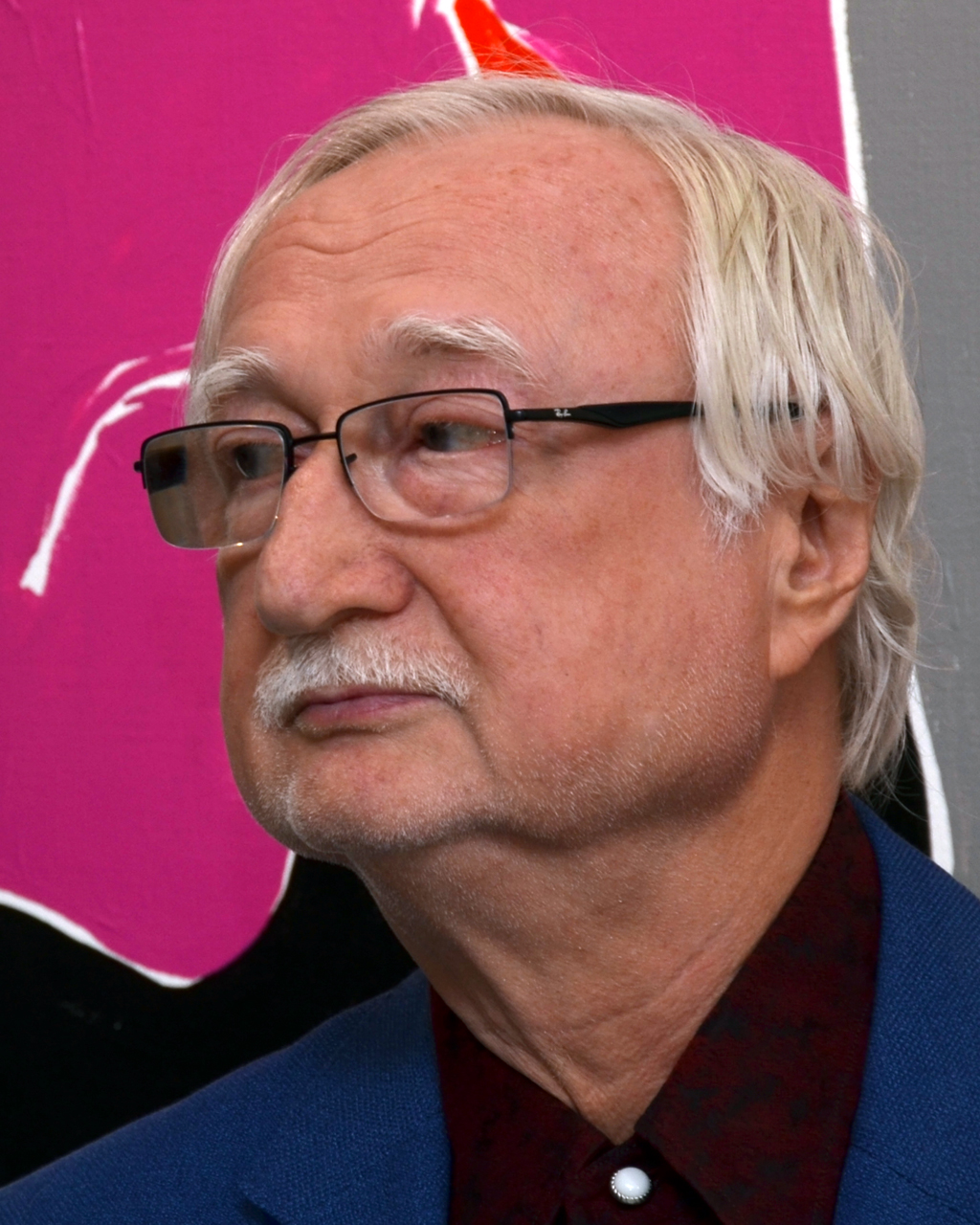
Miroslav Petráš (* 1948)

- 1716 – Emanuel Arnošt z Valdštejna, duchovní, biskup litoměřický († 7. prosince 1789)
- 1758 – Bohumír Jan Dlabač, kněz, básník, knihovník a sběratel († 4. února 1820)
- 1786 – Eduard Belcredi, šlechtic († 5. září 1838)
- 1828 – Quido Mánes, malíř († 5. srpna 1880)
- 1841 – Franz Josef Anton von Pirkershausen, námořní důstojník († 12. srpna 1906)
- 1870 – Ludvík Čelanský, dirigent a hudební skladatel († 27. října 1931)
- 1876
  - Jaroslav Bradáč, učitel a hudební skladatel († 29. května 1938)
  - Kamil Krofta, historik a politik († 16. srpna 1945)
- 1880 – Jan Hrizbyl, československý politik
- 1900 – Josef Tureček, právní historik a děkan Univerzity Karlovy († 9. října 1979)
- 1904 – Karel Tomsa, zeměměřič a fotogrammetr († 3. srpna 1993)
- 1919 – Jiří Hájek, marxistický literární kritik († 13. října 1994)
- 1924 – Vladimír Salač, herec a zpěvák († 31. května 1990)
- 1928 – Heda Čechová, rozhlasová a televizní hlasatelka († 23. dubna 2020)
- 1929 – Vlastislav Toman, novinář a spisovatel († 11. května 2022)
- 1930 – Oldřich Blaha, hudební skladatel a klavírista († 10. července 2016)
- 1931 – Jan Kristofori, malíř, galerista a grafik († 24. března 2004)
- 1943 – Michael Josef Pojezdný, opat Strahovského kláštera
- 1948
  - Kristian Kodet, malíř
  - Miroslav Petráš, violoncellista, skladatel a hudební pedagog
- 1949 – Stanislav Štamberg, mineralog a paleontolog
- 1950 – Stanislav Tůma, fotograf († 14. září 2005)
- 1963 – Pavel Vošalík, diplomat a velvyslanec
- 1977
  - Kamil Šebesta, fotbalový útočník
  - Marcel Lička, fotbalový záložník
- 1979 – Rudolf Skácel, fotbalový záložník
- 1984 – Kateřina Šildová, herečka a zpěvačka
- 1988 – Tereza Diepoldová, paralympionička a politička
- 1990
  - Marek Šichor, fotbalista
  - Josef Vágner, zpěvák a herec
- 1997 – Daniel Trubač, fotbalista

### Svět

Juan Antonio Samaranch (* 1920)

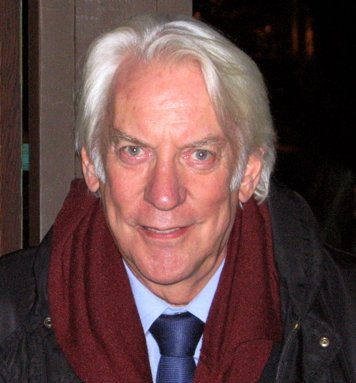
Donald Sutherland (* 1935)

- 1218 – Trần Thái Tông, vietnamský císař († 17. června 1277)
- 1487 – Ismá‘íl I., zakladatel safíovské říše a první novodobý perský šáh († 23. května 1524)
- 1714 – Alexander Gottlieb Baumgarten, německý filozof († 27. května 1762)
- 1742 – William Hooper, americký právník († 14. října 1790)
- 1744 – Elbridge Gerry, americký politik a diplomat, 5. viceprezident USA († 23. listopadu 1814)
- 1745 – Timothy Pickering, americký politik († 29. ledna 1829)
- 1752 – Joseph Marie Jacquard, francouzský vynálezce († 7. srpna 1834)
- 1763 – John Jacob Astor, americký obchodník a miliardář († 29. března 1848)
- 1776 – René Théodore Berthon, francouzský malíř († 7. dubna 1859)
- 1778 – Esma Sultan, osmanská princezna a dcera sultána Abdulhamida I. († 4. června 1848)
- 1797 – Hippolyte Delaroche, francouzský malíř († 4. listopadu 1856)
- 1813 – Charles Marville, francouzský fotograf († 1879)
- 1818 – Žofie Württemberská, první manželka nizozemského krále Viléma III. († 3. července 1877)
- 1833 – Julius Naue, německý malíř, kreslíř, rytec († 14. března 1907)
- 1838 – Paul Sinner, německý fotograf († 30. března 1925)
- 1842 – Georg von Schönerer, rakouský politik († 14. prosince 1921)
- 1846 – Nikolaj Nikolajevič Miklucho-Maklaj, ruský etnograf, antropolog a cestovatel († 14. dubna 1888)
- 1853
  - Martin Krause, německý klavírní virtuos, hudební pedagog a spisovatel († 2. srpna 1918)
  - Ludwik Ćwikliński, polský filolog a politik († 3. října 1942)David Hasselhoff (* 1952)Angela Merkelová (* 1954)

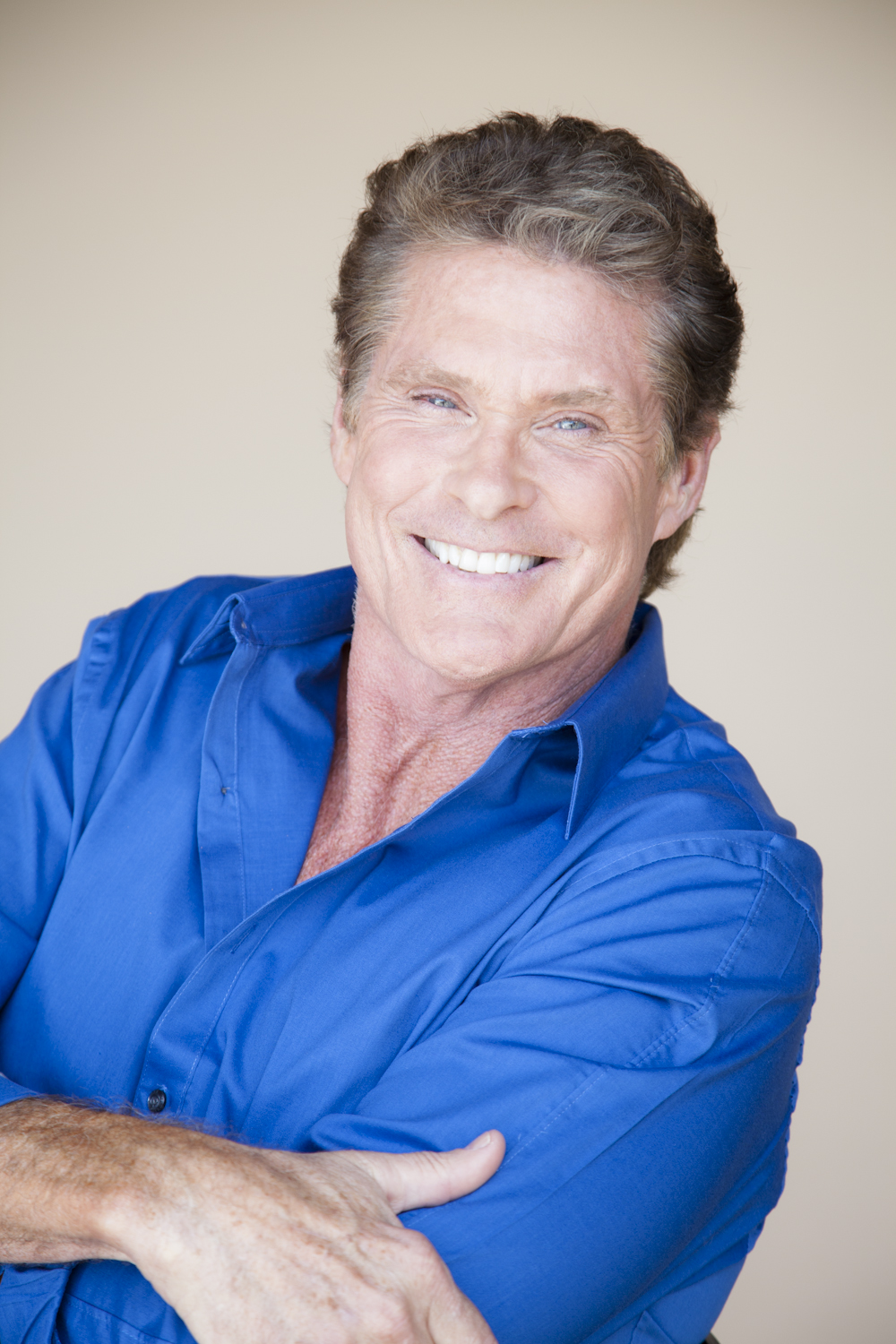
David Hasselhoff (* 1952)

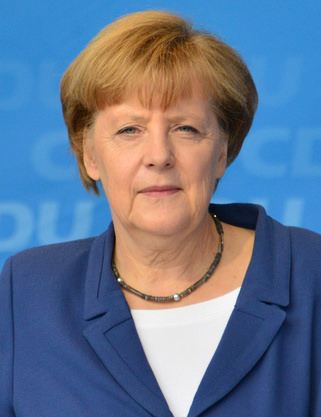
Angela Merkelová (* 1954)

- 1864 – Franciszek Latinik, polský generál († 29. srpna 1949)
- 1867 – Leo Jogiches, spoluzakladatel komunistické strany Německa († 10. března 1919)
- 1871 – Lyonel Feininger, německo-americký malíř a karikaturista († 13. ledna 1956)
- 1876 – Maxim Maximovič Litvinov, sovětský lidový komisař pro zahraniční věci († 31. prosince 1951)
- 1887 – Jack Conway, americký filmový režisér, producent a herec († 11. října 1952)
- 1888
  - Šmu'el Josef Agnon, novohebrejský spisovatel, nositel Nobelovy ceny († 17. února 1970)
  - Pavel Peter Gojdič, řeckokatolický biskup a mučedník († 17. července 1960)
- 1889 – Erle Stanley Gardner, americký spisovatel († 12. března 1970)
- 1894 – Georges Edouard Lemaître, belgický kosmolog († 20. června 1966)
- 1898 – Berenice Abbottová, americká fotografka († 9. prosince 1991)
- 1899 – James Cagney, americký herec († 30. března 1986)
- 1905 – Jacinto Quincoces, španělský fotbalový reprezentant († 10. května 1997)
- 1906 – Dunc Gray, australský cyklista, olympijský vítěz 1932 († 30. srpna 1996)
- 1911 – Lionel Ferbos, americký trumpetista († 19. července 2014)
- 1913 – Roger Garaudy, francouzský filosof († 13. června 2012)
- 1916 – Aleksander Gieysztor, polský  historik († 9. února 1999)
- 1917 – Kenan Evren, turecký prezident († 9. května 2015)
- 1920 – Juan Antonio Samaranch, španělský sportovní funkcionář a bývalý prezident Mezinárodního olympijského výboru († 21. dubna 2010)
- 1921
  - František Zvarík, slovenský herec, operní pěvec a zpěvák lidových písní, manžel Evy Krížikové († 17. srpna 2008)
  - Chana Senešová, židovská básnířka, výsadkářka a účastnice protinacistického odboje (zemřela 7. listopadu 1944)
- 1922 – Danny Bank, americký saxofonista, flétnista a klarinetista († 5. června 2010)
- 1925 – Jimmy Scott, americký zpěvák († 12. června 2014)
- 1927
  - Lucio Fulci, italský režisér, scenárista a herec († 13. března 1996)
  - Miroslav Válek, slovenský básník a politik († 27. ledna 1991)
- 1928 – Joe Morello, americký jazzový bubeník († 12. března 2011)
- 1930
  - Sigvard Ericsson, švédský olympijský vítěz v rychlobruslení († 2. listopadu 2019)
  - Arpád Račko, slovenský sochař († 2. ledna 2015)
- 1931 – Pavel Hoffmann, slovenský ekonom a československý politik
- 1932 – Wojciech Kilar, polský hudební skladatel († 29. prosince 2013)
- 1933
  - Valentina Nikolajevna Žuravlevová, ruská sovětská spisovatelka sci-fi († 12. března 2004)
  - Ben Riley, americký jazzový bubeník († 18. listopadu 2017)
- 1935 – Donald Sutherland, kanadský herec († 20. června 2024)
- 1939 – Spencer Davis, britský hudebník, multiinstrumentalista († 19. října 2020)
- 1940 – George Akerlof, americký ekonom, Nobelova cena 2001
- 1942 – Zoot Money, britský hudebník
- 1943
  - Peter Andruška, slovenský básník, prozaik a kritik
  - Šlomo Ben Ami, izraelský politik, diplomat a historik
- 1944 – Carlos Alberto Torres, brazilský fotbalista
- 1945
  - Alexandr II. Karađorđević, současný následník trůnu Srbska
  - Ján Morovič, slovenský vysokoškolský pedagog, kybernetik a politik
- 1946 – B. J. Cole, anglický hráč na pedálovou steel kytaru
- 1947
  - Camilla, vévodkyně z Cornwallu, druhá manželka Charlese, prince z Walesu
  - Wolfgang Flür, německý hudebník (Kraftwerk)
- 1948
  - Geezer Butler, britský baskytarista
  - Brian Glascock, britský bubeník
  - Ron Asheton, americký kytarista, člen skupiny The Stooges († 1. ledna 2009)
- 1949
  - Geezer Butler, britský hudebník a textař (Black Sabbath)
  - Chico Freeman, americký saxofonista
- 1950 – Natália de Lemény Makedonová, slovenská publicistka, spisovatelka a vydavatelka († 4. prosince 1998)
- 1952 – David Hasselhoff, americký herec a zpěvák
- 1954
  - Angela Merkelová, německá kancléřka
  - Edward Natapei, prezident Vanuatu († 28. července 2015)
  - J. Michael Straczynski, americký spisovatel
- 1955 – Mark Feldman, americký houslista
- 1956
  - Afric Simone, mosambický zpěvák a bavič
  - Bryan Trottier, kanadský lední hokejista
  - Wong Kar-wai, hongkongský filmový režisér, scenárista
- 1959 – Janet Lynn Kavandiová, americká chemička a kosmonautka
- 1960
  - Robin Shou, hongkongský herec
  - Mária Ďurišinová, slovenská házenkářka
- 1961 – Guru, americký rapper († 19. dubna 2010)
- 1962 – Bill Sage, americký herec
- 1972 – Jaap Stam, nizozemský fotbalista
- 1976
  - Anders Svensson, švédský fotbalista
  - Marcos Senna, španělský fotbalista
- 1978 – Panda Bear, americký hudebník
- 1980 – Ryan Miller, americký lední hokejový brankář
- 1987
  - Daniel Brands, německý tenista
  - Kirill Gotovcev, ruský ragbista
- 2005 – Connor Bedard, kanadský lední hokejista

## Úmrtí
Viz též Kategorie:Úmrtí 17. července — automatický abecedně řazený seznam.

### Česko

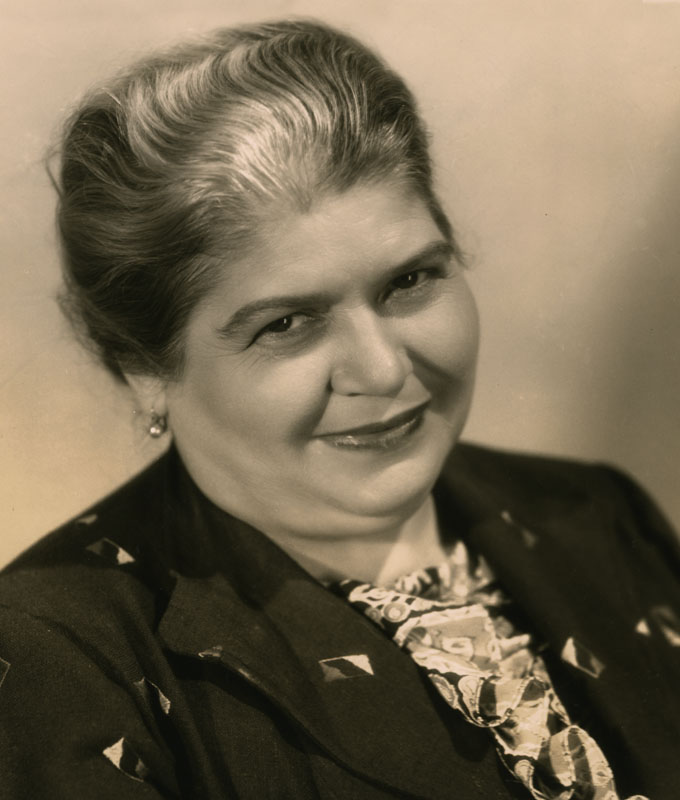
Antonie Nedošinská († 1950)

- 1561 – Vojtěch z Pernštejna, šlechtic (* 7. října 1532)
- 1610 – Amand Polan z Polansdorfu, teolog a spisovatel (* 16. prosince 1561)
- 1767 – Norbert Grund, malíř pozdního baroka, respektive rokoka (* 4. prosince 1717)
- 1820 – Jiří Procháska, česko-rakouský lékař (* 10. dubna 1749)
- 1825 – Jan Evangelista Andres, lékárník a amatérský divadelník († 20. prosince 1783)
- 1905 – Patrik Blažek, novinář a spisovatel (* 22. února 1851)
- 1910 – Ladislav Dolanský, jazykovědec a hudební kritik (* 28. listopadu 1857)
- 1913 – Ferdinand Chotek, šlechtic a poslanec Říšské rady (* 25. července 1838)
- 1950 – Antonie Nedošinská, herečka (* 26. června 1885)
- 1959 – Max Urban, architekt a filmař (* 24. srpna 1882)
- 1967 – Antonín Kubát, „Poslední podskalák“ (* 27. listopadu 1868)
- 1975 – Josef Menzel, novinář, překladatel a spisovatel dětských knih (* 2. listopadu 1901)
- 1980 – Irena Svobodová, manželka sedmého československého prezidenta Ludvíka Svobody (* 10. ledna 1901)
- 1991 – Mirko Paráček, sprinter (* 13. srpna 1920)
- 2004 – Jiří Corvin, malíř (* 15. června 1931)
- 2010 – Stanislav Procházka, generálporučík (* 13. dubna 1922)
- 2013 – Jaroslav Machovec, odborník v oboru biotechnika zeleně, sadovnictví a květinářství (* 17. února 1926)
- 2014 – Nataša Tanská, spisovatelka, novinářka, scenáristka a herečka (* 30. listopadu 1929)

### Svět

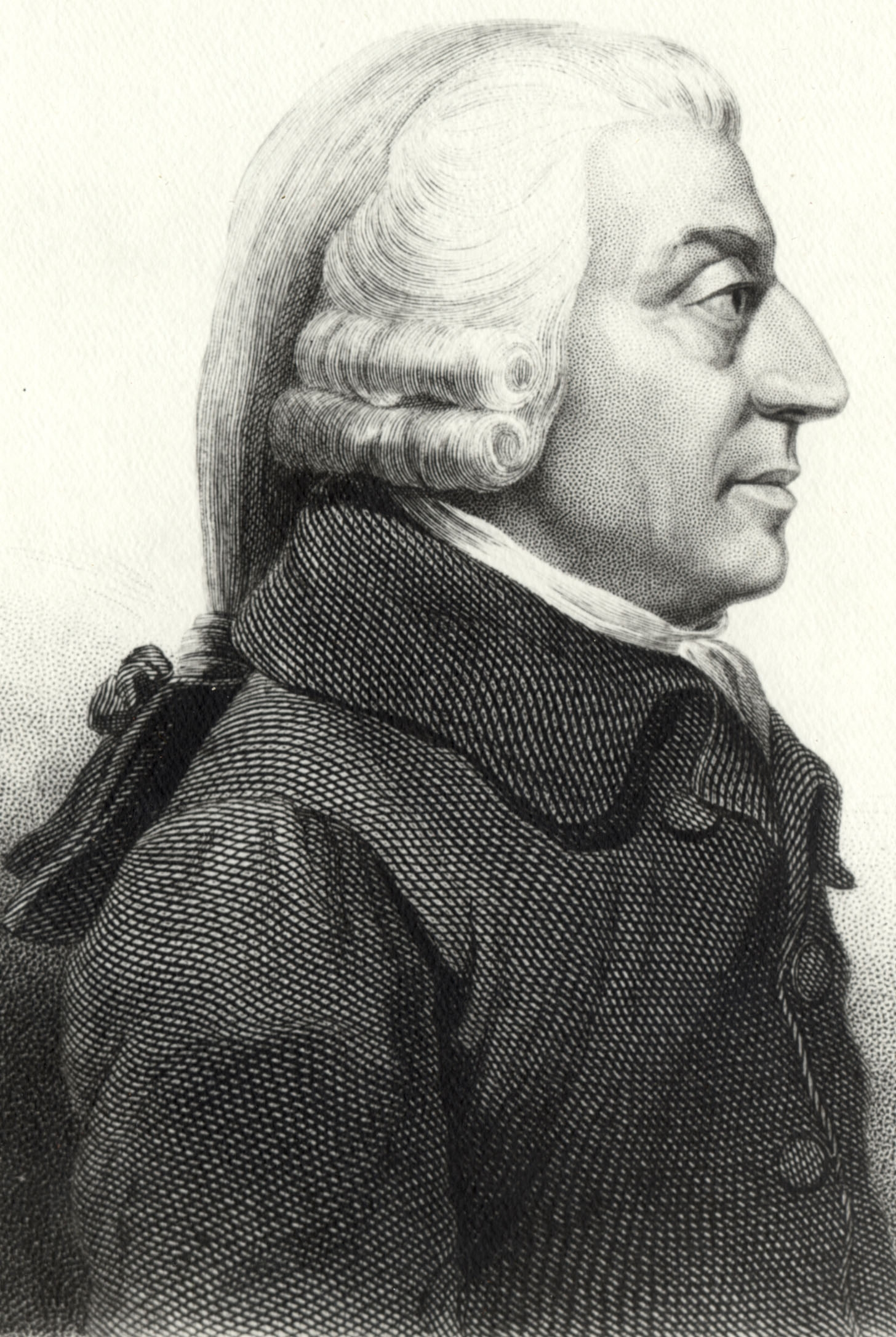
Adam Smith († 1790)

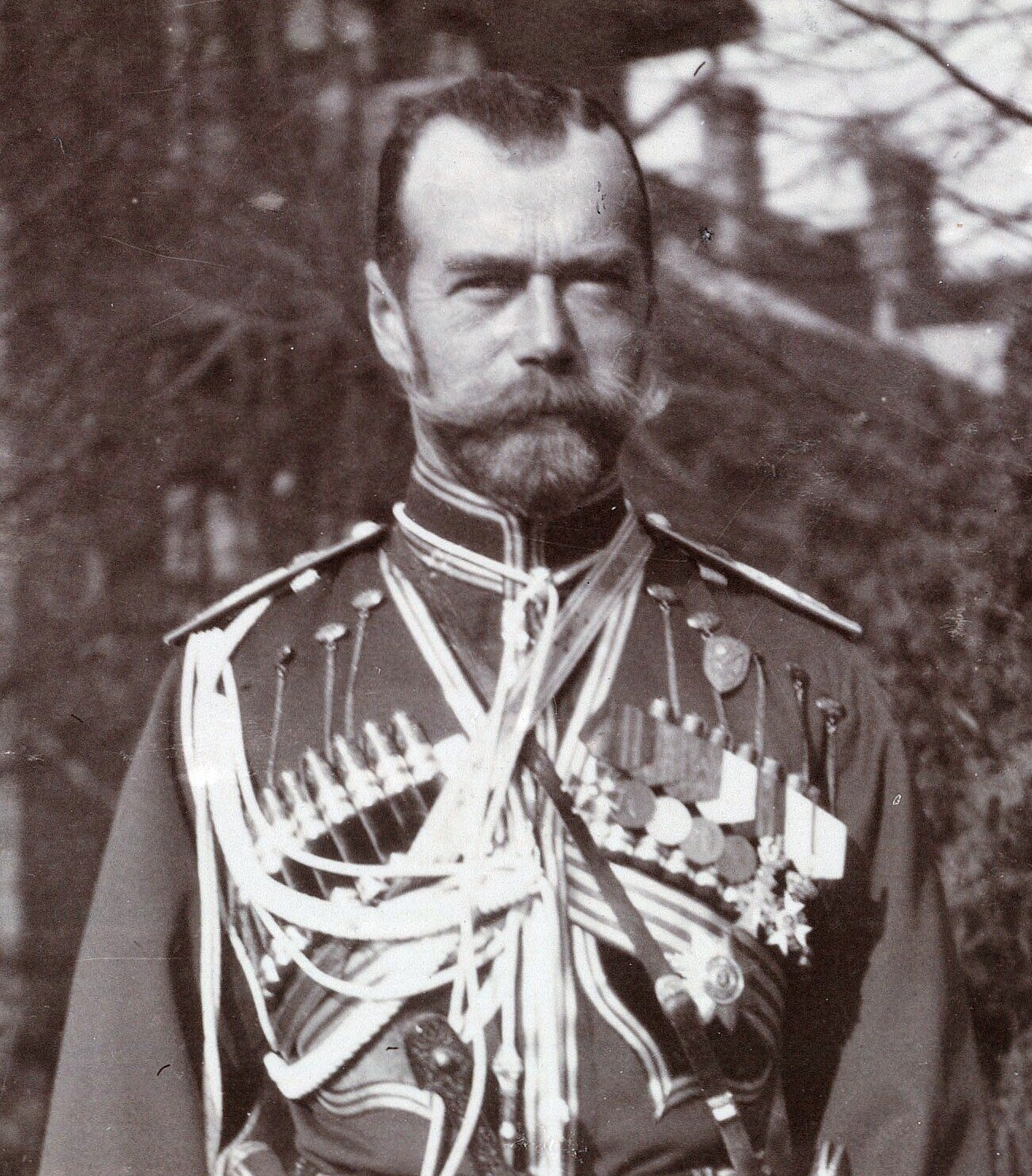
Mikuláš II. († 1918)

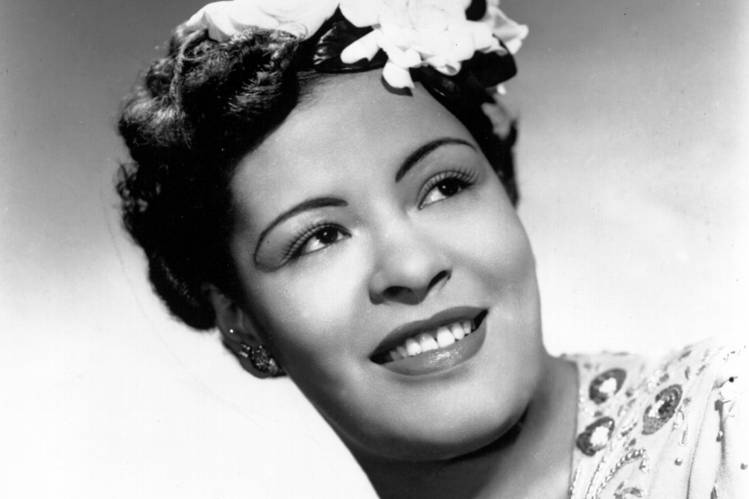
Billie Holiday († 1959)

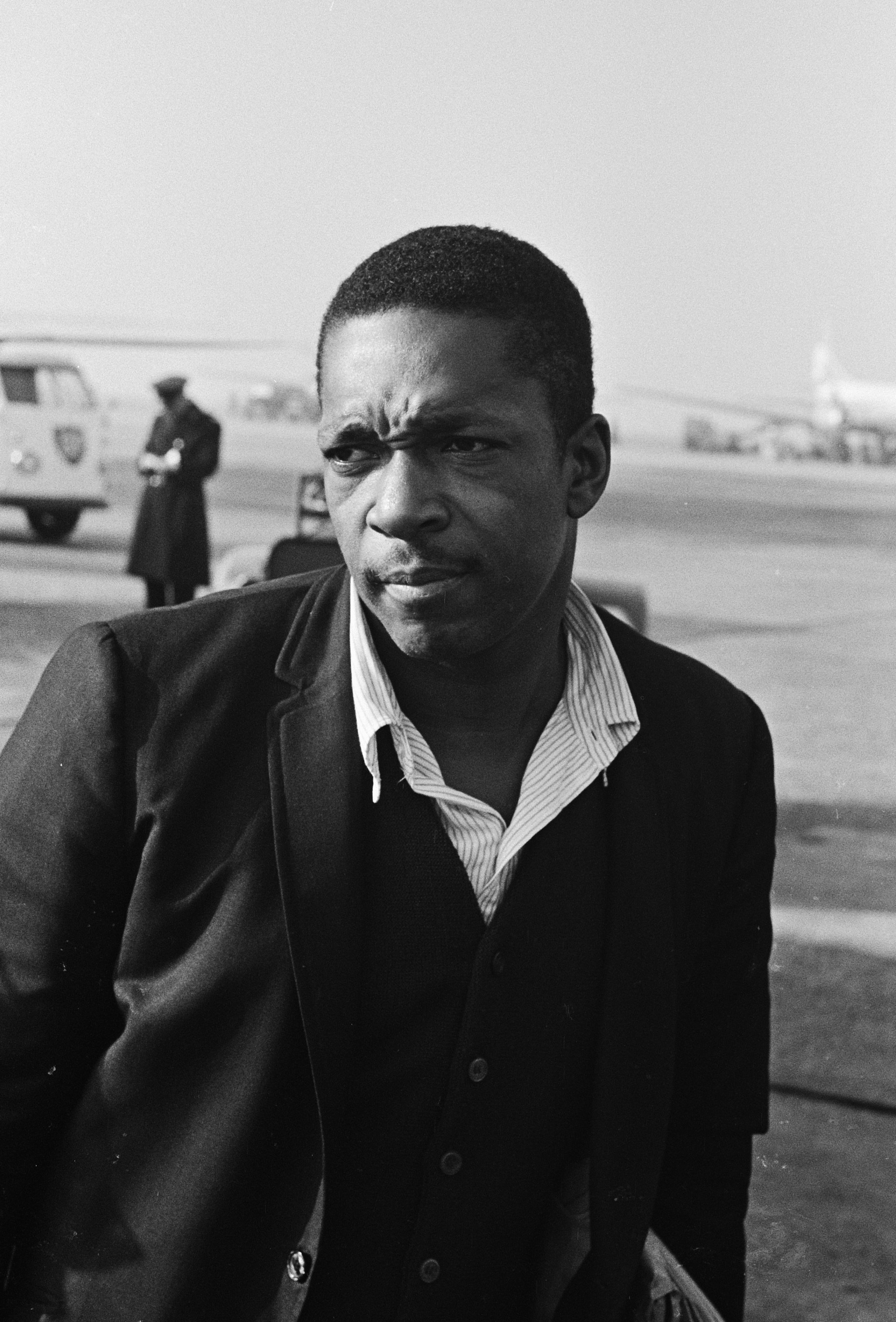
John Coltrane († 1967)

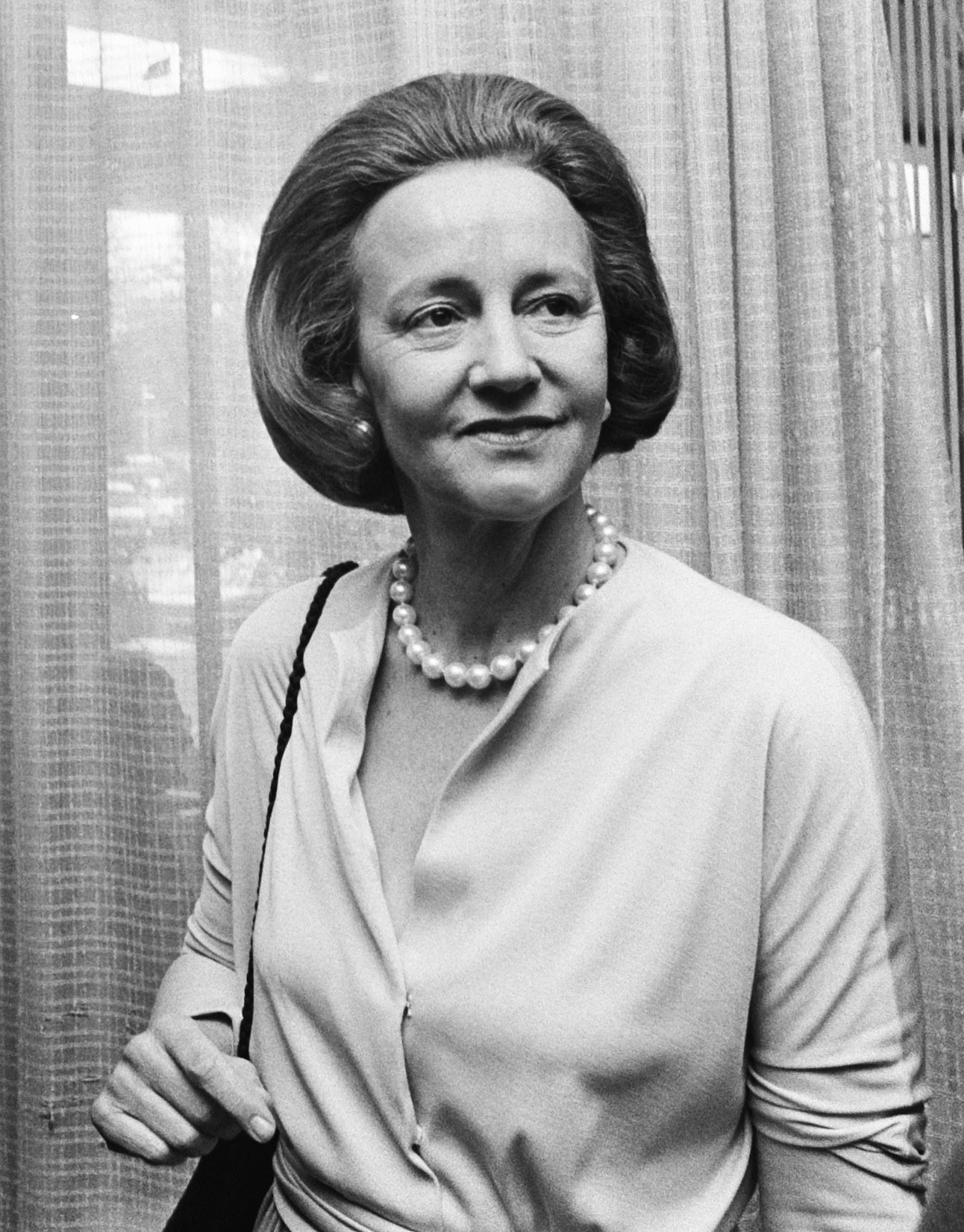
Katharine Grahamová († 2001)

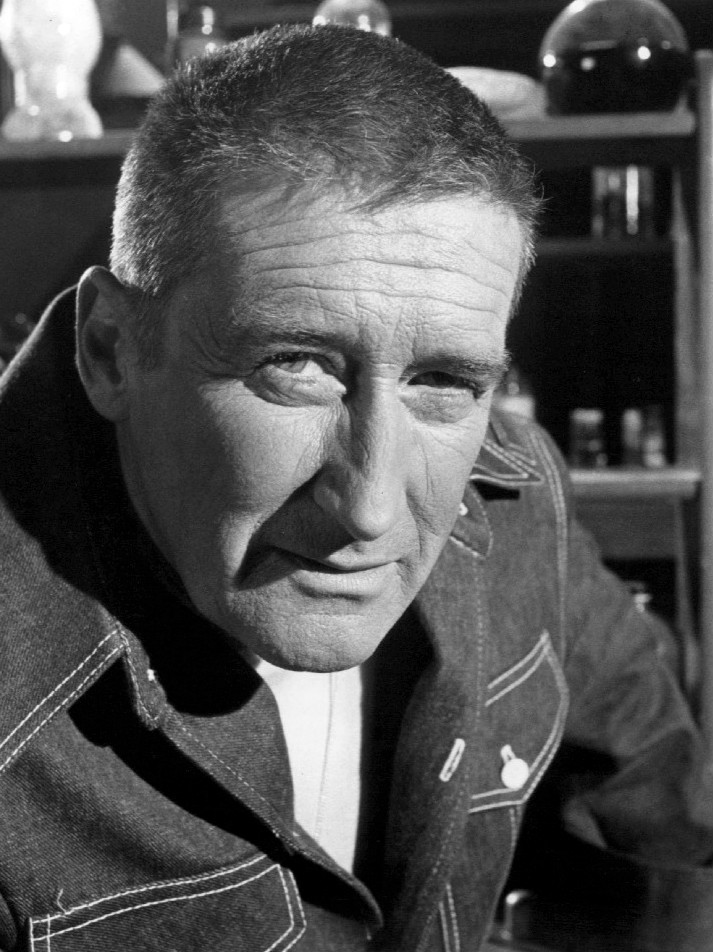
Mickey Spillane († 2006)

- 0656 – Uthmán ibn Affán, třetí volený chalífa, blízký přítel Mohameda, (* cca 579)
- 0924 – Eduard I. Starší, anglosaský král (* cca 870)
- 0961 – Tu, císařovna vdova říše Sung
- 1085 – Robert Guiscard, normanský válečník, vévoda z Kalábrie a Apulie (* 1015)
- 1399 – Hedvika z Anjou, polská královna (* 18. února 1374)
- 1566 – Bartolomé de las Casas, španělský dominikán, misionář (* 1484)
- 1588 – Mimar Sinan, turecký architekt (* 15. dubna 1489)
- 1701 – Giulio Cesare Arresti, italský varhaník a hudební skladatel (* 26. února 1619)
- 1709 – Pascal Collasse, francouzský skladatel (* 22. ledna 1649)
- 1726 – William Cadogan, 1. hrabě Cadogan, britský vojevůdce a šlechtic (* 1672)
- 1762 – Petr III., ruský car (* 21. února 1728)
- 1790 – Adam Smith, skotský ekonom a filosof (* 5. června 1723)
- 1793 – Charlotta Cordayová, francouzská šlechtična, která zavraždila Jeana-Paula Marata (* 27. července 1768)
- 1821 – Hatice Sultan, osmanská princezna a dcera sultána Mustafy III. (* 15. června 1766)
- 1824 – Ferdinand III. Toskánský, toskánský velkovévoda (* 6. března 1769)
- 1845 – Charles Grey, britský státník a premiér (* 13. března 1764)
- 1859 – Stefanie Hohenzollern-Sigmaringen, portugalská královna (* 15. července 1837)
- 1879 – Thomas Maclear, anglický astronom (* 17. března 1794)
- 1881 – Jim Bridger, americký lovec kožešin a cestovatel (* 17. března 1804)
- 1894 – Leconte de Lisle, francouzský básník (* 22. října 1818)
- 1904
  - Wilhelm Marr, německý antisemitský a anarchistický novinář (* 16. listopadu 1819)
  - James McNeill Whistler, britský malíř a grafik narozený v USA a působící i ve Francii (* 11. července 1834)
- 1907 – John Fiot Lee Pearse Maclear, britský admirál (* 27. června 1838)
- 1908 – Auguste Prosper Daguillon, francouzský botanik (* 6. července 1862)
- 1912 – Henri Poincaré, francouzský matematik, fyzik, astronom a filozof, člen Pařížské akademie věd (* 29. dubna 1854)
- 1915 – Marie Karolína Rakouská, rakouská arcivévodkyně, vnučka císaře Leopolda II. (* 10. září 1825)
- 1918
  - Mikuláš II., poslední ruský car (* 18. května 1868)
  - Alexandra Fjodorovna Ruská, poslední ruská carevna, manželka Mikuláše II. (* 6. června 1872)
  - Olga Nikolajevna, dcera ruského cara Mikuláše II. (* 15. listopadu 1895)
  - Taťána Nikolajevna, druhá dcera cara Mikuláše II. (* 10. června 1897)
  - Marie Nikolajevna, třetí dcera cara Mikuláše II. (* 26. června 1899)
  - Anastázie Nikolajevna, nejmladší dcera cara Mikuláše II. (* 18. června 1901)
  - Alexej Nikolajevič, nejmladší syn cara Mikuláše II. (* 12. srpna 1904)
- 1920 – Viktor Wilhelm Russ, rakouský politik (* 28. května 1840)
- 1925 – Lovis Corinth, německý malíř (* 21. července 1858)
- 1928 – Álvaro Obregón, prezident Mexika (* 19. února 1880)
- 1943
  - Franz Stein, rakouský a český novinář, dělnický nacionální aktivista a politik (* 1. června 1869)
  - Walther von Hünersdorff, německý generál (* 28. listopadu 1898)
- 1944 – William James Sidis, americký matematický a jazykový génius (* 1. dubna 1898)
- 1952 – Maude Adams, americká herečka (* 1. listopadu 1872)
- 1959 – Billie Holiday, americká jazzová zpěvačka (* 7. dubna 1915)
- 1960 – Pavel Peter Gojdič, řeckokatolický biskup a mučedník (* 17. července 1888)
- 1967 – John Coltrane, americký jazzový saxofonista (* 23. září 1926)
- 1979 – Edward Akufo-Addo, prezident Ghany (* 26. června 1906)
- 1984 – Karl Wolff, nejvyšší velitel SS a policie v Itálii (* 13. května 1900)
- 1985 – Suzanne Langerová, americká filosofka (* 20. prosince 1895)
- 1987
  - Kristjan Palusalu, estonský zápasník, olympijský vítěz (* 10. března 1908)
  - Howard McGhee, americký trumpetista (* 6. března 1918)
- 1990
  - Marin Franičević, chorvatský básník (* 18. ledna 1911)
- 1994
  - Jean Borotra, francouzský tenista (* 13. srpna 1898)
  - Gózó Šioda, japonský mistr aikida (* 9. září 1915)
- 1995
  - Juan Manuel Fangio, argentinský pilot Formule 1, jenž získal 5 mistrovských titulů (* 24. června 1911)
  - Maša Haľamová, slovenská poetka (* 28. srpna 1908)
- 1996
  - Chas Chandler, britský hudebník (* 18. prosince 1938)
  - Geoffrey Jellicoe, zahradní architekt a spisovatel (* 8. října 1900)
- 1997 – Hugo Gunckel Lüer, chilský botanik a farmaceut (* 10. srpna 1901)
- 2001 – Katharine Grahamová, americká vydavatelka novin a spisovatelka (* 16. června 1917)
- 2002
  - Joseph Luns, nizozemský politik, generální tajemník NATO (* 28. srpna 1911)
  - Zora Kolínska, slovenská zpěvačka, herečka (* 27. července 1941)
- 2003 – Rosalyn Turecková, americká klavíristka a muzikoložka (* 14. prosince 1913)
- 2005
  - Edward Heath, britský státník a premiér (* 9. července 1916)
  - Geraldine Fitzgeraldová, irsko-americká herečka (* 24. listopadu 1913)
- 2006 – Mickey Spillane, americký spisovatel a herec (* 9. března 1918)
- 2009
  - Me'ir Amit, izraelský voják, politik, bývalý ministr dopravy Izraele, bývalý náčelník Amanu a ředitel Mosadu (* 17. března 1921)
  - Leszek Kołakowski, polsko-britský filozof a historik idejí (* 23. října 1927)
  - Jean Margéot, mauricijský kardinál (* 3. února 1916)
  - Walter Cronkite, americký novinář (* 4. listopadu 1916)
- 2011 – Georges Condominas, francouzský etnograf a etnolog (* 29. června 1921)
- 2012 – Morgan Paull, americký herec (* 15. prosince 1944)
- 2013 – Peter Appleyard, kanadský vibrafonista (* 26. srpna 1928)
- 2014 – Henry Hartsfield, americký vojenský letec a astronaut (* 23. listopadu 1933)
- 2015 – Jules Bianchi, francouzský pilot Formule 1 (* 3. srpna 1989)
- 2025
  - Felix Baumgartner, rakouský parašutista a extrémní sportovec (* 20. dubna 1969)
  - Alan Bergman, americký textař (* 11. září 1925)
  - Udo Voigt, německý extremistický politik (* 14. duben 1952)

## Svátky

### Česko
- Martina, Arleta

### Svět
- Světový den mezinárodního práva